# Grand Prix-wegrace van Duitsland 1996
De Grand Prix-wegrace van Duitsland 1996 was de achtste race van het wereldkampioenschap wegrace-seizoen 1996. De race werd verreden op 7 juli 1996 op de Nürburgring nabij Nürburg, Duitsland.

## Uitslag

### 500 cc
| Pos | Rijder              | Constructeur  | Rondes | Tijd         | Grid | Punten |
| --- | ------------------- | ------------- | ------ | ------------ | ---- | ------ |
| 1   | Luca Cadalora       | Honda         | 27     | 45:35.889    | 6    | 25     |
| 2   | Mick Doohan         | Honda         | 27     | +0.210       | 2    | 20     |
| 3   | Àlex Crivillé       | Honda         | 27     | +0.657       | 1    | 16     |
| 4   | Scott Russell       | Suzuki        | 27     | +4.916       | 3    | 13     |
| 5   | Kenny Roberts jr.   | Yamaha        | 27     | +7.703       | 5    | 11     |
| 6   | Norifumi Abe        | Yamaha        | 27     | +13.448      | 10   | 10     |
| 7   | Tadayuki Okada      | Honda         | 27     | +14.060      | 12   | 9      |
| 8   | Alex Barros         | Honda         | 27     | +17.680      | 9    | 8      |
| 9   | Shinichi Ito        | Honda         | 27     | +34.806      | 8    | 7      |
| 10  | Jean-Michel Bayle   | Yamaha        | 27     | +43.311      | 11   | 6      |
| 11  | Alberto Puig        | Honda         | 27     | +55.589      | 16   | 5      |
| 12  | Loris Capirossi     | Yamaha        | 27     | +59.707      | 14   | 4      |
| 13  | Lucio Pedercini     | ROC Yamaha    | 27     | +1:31.799    | 17   | 3      |
| 14  | Frédéric Protat     | ROC Yamaha    | 27     | +1:37.657    | 19   | 2      |
| 15  | Eugene McManus      | Yamaha        | 26     | +1 ronde     | 21   | 1      |
| 16  | Florian Ferracci    | Paton         | 25     | +2 ronden    | 23   |        |
| 17  | Nicholas Schmassman | Yamaha        | 25     | +2 ronden    | 25   |        |
| DNF | Terry Rymer         | Suzuki        |        | Ongeluk      | 7    |        |
| DNF | Carlos Checa        | Honda         |        | Ongeluk      | 13   |        |
| DNF | Jeremy McWilliams   | ROC Yamaha    |        | Uitgevallen  | 20   |        |
| DNF | Juan Borja          | ELF 500       |        | Uitgevallen  | 15   |        |
| DNF | Adrien Bosshard     | ELF 500       |        | Uitgevallen  | 24   |        |
| DNF | Doriano Romboni     | Aprilia       |        | Ongeluk      | 4    |        |
| DNF | Sean Emmett         | Harris Yamaha |        | Uitgevallen  | 26   |        |
| DNS | Laurent Naveau      | ROC Yamaha    | 0      | Ongeluk      | 22   |        |
| DNS | Michael Rudroff     | Suzuki        | 0      | Ongeluk      | 18   |        |
| DNS | Toshiyuki Arakaki   | Paton         | 0      | Niet gestart | 27   |        |
| DNS | James Haydon        | Yamaha        | 0      | Niet gestart | 28   |        |

### 250 cc
| Pos | Rijder                   | Constructeur | Rondes | Tijd        | Grid | Punten |
| --- | ------------------------ | ------------ | ------ | ----------- | ---- | ------ |
| 1   | Ralf Waldmann            | Honda        | 25     | 43:16.908   | 1    | 25     |
| 2   | Olivier Jacque           | Honda        | 25     | +2.022      | 4    | 20     |
| 3   | Jürgen Fuchs             | Honda        | 25     | +3.434      | 5    | 16     |
| 4   | Max Biaggi               | Aprilia      | 25     | +3.860      | 2    | 13     |
| 5   | Luis d'Antin             | Honda        | 25     | +27.378     | 11   | 11     |
| 6   | Luca Boscoscuro          | Aprilia      | 25     | +27.816     | 16   | 10     |
| 7   | Jean-Philippe Ruggia     | Honda        | 25     | +28.112     | 7    | 9      |
| 8   | Régis Laconi             | Honda        | 25     | +33.926     | 10   | 8      |
| 9   | Cristiano Migliorati     | Honda        | 25     | +34.321     | 8    | 7      |
| 10  | Tohru Ukawa              | Honda        | 25     | +35.421     | 6    | 6      |
| 11  | Nobuatsu Aoki            | Honda        | 25     | +41.997     | 13   | 5      |
| 12  | Osamu Miyazaki           | Aprilia      | 25     | +52.820     | 14   | 4      |
| 13  | Eskil Suter              | Aprilia      | 25     | +59.816     | 17   | 3      |
| 14  | Olivier Petrucciani      | Aprilia      | 25     | +1:08.714   | 12   | 2      |
| 15  | Yasumasa Hatakeyama      | Honda        | 25     | +1:11.238   | 21   | 1      |
| 16  | Christian Boudinot       | Aprilia      | 25     | +1:12.677   | 26   |        |
| 17  | Cristophe Cogan          | Honda        | 25     | +1:15.676   | 24   |        |
| 18  | Davide Bulega            | Aprilia      | 25     | +1:21.112   | 23   |        |
| 19  | Sete Gibernau            | Honda        | 25     | +1:34.137   | 27   |        |
| 20  | Sebastián Porto          | Aprilia      | 25     | +1:44.834   | 30   |        |
| DNF | Jurgen Lingg             | Honda        |        | Uitgevallen | 25   |        |
| DNF | Alessandro Antonello     | Aprilia      |        | Uitgevallen | 31   |        |
| DNF | Takeshi Tsujimura        | Honda        |        | Uitgevallen | 18   |        |
| DNF | Jamie Robinson           | Aprilia      |        | Uitgevallen | 15   |        |
| DNF | Jurgen van den Goorbergh | Honda        |        | Uitgevallen | 9    |        |
| DNF | José Barresi             | Yamaha       |        | Uitgevallen | 32   |        |
| DNF | Marcellino Lucchi        | Aprilia      |        | Ongeluk     | 3    |        |
| DNF | Alexander Folger         | Aprilia      |        | Uitgevallen | 28   |        |
| DNF | Gianluigi Scalvini       | Honda        |        | Uitgevallen | 19   |        |
| DNF | Michael Schulten         | Aprilia      |        | Uitgevallen | 22   |        |
| DNF | Matthias Neukirchen      | Yamaha       |        | Uitgevallen | 29   |        |
| DNF | Tetsuya Harada           | Yamaha       |        | Uitgevallen | 20   |        |

### 125 cc
| Pos | Rijder            | Constructeur | Rondes | Tijd                | Grid | Punten |
| --- | ----------------- | ------------ | ------ | ------------------- | ---- | ------ |
| 1   | Masaki Tokudome   | Aprilia      | 23     | 42:14.721           | 3    | 25     |
| 2   | Stefano Perugini  | Aprilia      | 23     | +0.317              | 6    | 20     |
| 3   | Haruchika Aoki    | Honda        | 23     | +0.933              | 2    | 16     |
| 4   | Emilio Alzamora   | Honda        | 23     | +1.691              | 7    | 13     |
| 5   | Valentino Rossi   | Aprilia      | 23     | +1.919              | 4    | 11     |
| 6   | Peter Öttl        | Aprilia      | 23     | +2.067              | 23   | 10     |
| 7   | Jorge Martínez    | Aprilia      | 23     | +3.971              | 1    | 9      |
| 8   | Tomomi Manako     | Honda        | 23     | +4.509              | 5    | 8      |
| 9   | Manfred Geissler  | Aprilia      | 23     | +13.739             | 13   | 7      |
| 10  | Ivan Goi          | Honda        | 23     | +14.319             | 17   | 6      |
| 11  | Kazuto Sakata     | Aprilia      | 23     | +14.792             | 15   | 5      |
| 12  | Noboru Ueda       | Honda        | 23     | +14.914             | 8    | 4      |
| 13  | Josep Sardá       | Honda        | 23     | +15.917             | 12   | 3      |
| 14  | Lucio Cecchinello | Honda        | 23     | +16.773             | 20   | 2      |
| 15  | Frédéric Petit    | Honda        | 23     | +18.049             | 14   | 1      |
| 16  | Dirk Raudies      | Honda        | 23     | +23.732             | 9    |        |
| 17  | Jaroslav Huleš    | Honda        | 23     | +25.574             | 18   |        |
| 18  | Yoshiaki Katoh    | Yamaha       | 23     | +26.147             | 16   |        |
| 19  | Akira Saito       | Honda        | 23     | +1:04.869           | 28   |        |
| 20  | Paolo Tessari     | Honda        | 23     | +1:05.242           | 27   |        |
| 21  | Herri Torrontegui | Honda        | 23     | +1:05.311           | 10   |        |
| 22  | Ángel Nieto jr.   | Aprilia      | 23     | +1:14.357           | 24   |        |
| 23  | Markus Ober       | Honda        | 22     | +1 ronde            | 31   |        |
| DNF | Emanuel Buchner   | Aprilia      |        | Uitgevallen         | 29   |        |
| DNF | Darren Barton     | Aprilia      |        | Uitgevallen         | 30   |        |
| DNF | Christian Kellner | Honda        |        | Uitgevallen         | 25   |        |
| DNF | Garry McCoy       | Aprilia      |        | Uitgevallen         | 19   |        |
| DNF | Youichi Ui        | Yamaha       |        | Uitgevallen         | 21   |        |
| DNF | Loek Bodelier     | Honda        |        | Ongeluk             | 22   |        |
| DNF | Andrea Ballerini  | Aprilia      |        | Uitgevallen         | 26   |        |
| DNF | Gabriele Debbia   | Yamaha       |        | Uitgevallen         | 11   |        |
| DNQ | Steve Jenkner     | Aprilia      |        | Niet gekwalificeerd |      |        |

### Zijspanklasse
| Pos | Rijder             | Bakkenist         | Constructeur | Punten |
| --- | ------------------ | ----------------- | ------------ | ------ |
| 1   | Darren Dixon       | Andy Hetherington | Windle-ADM   | 25     |
| 2   | Klaus Klaffenböck  | Christian Parzer  | LCR-ADM      | 20     |
| 3   | Steve Webster      | David James       | LCR-ADM      | 16     |
| 4   | Paul Güdel         | Charly Güdel      | LCR-BRM      | 13     |
| 5   | Steve Abbott       | Jamie Biggs       | Windle-ADM   | 11     |
| 6   | Rolf Biland        | Kurt Waltisperg   | LCR-BRM      | 10     |
| 7   | Markus Bösiger     | Jürg Egli         | LCR-ADM      | 9      |
| 8   | Yoshisada Kumagaya | Trevor Hopkinson  | LCR-BRM      | 8      |
| 9   | Tony Wyssen        | Kilian Wyssen     | LCR-BRM      | 7      |
| 10  | Mark Reddington    | Trevor Crone      | LCR-ADM      | 6      |
| 11  | Markus Schlosser   | Thomas Herzog     | LCR-BRM      | 5      |
| 12  | Benny Janssen      | Adolf Hänni       | LCR-ADM      | 4      |
| 13  | Kevin Webster      | Rob McIntosh      | LCR-ADM      | 3      |
| 14  | Janez Remše        | Axel Kölsch       | LCR-ADM      | 2      |
| 15  | Ralph Bohnhorst    | Eckart Rösinger   | LCR-ADM      | 1      |

1925 · 1926 · 1927 · 1928 · 1929 · 1930 · 1931 · 1933 · 1934 · 1935 · 1936 · 1937 · 1938 · 1939 · 1949 · 1950 · 1951 · 1952 · 1953 · 1954 · 1955 · 1956 · 1957 · 1958 · 1959 · 1960 · 1961 · 1962 · 1963 · 1964 · 1965 · 1966 · 1967 · 1968 · 1969 · 1970 · 1971 · 1972 · 1973 · 1974 · 1975 · 1976 · 1977 · 1978 · 1979 · 1980 · 1981 · 1982 · 1983 · 1984 · 1985 · 1986 · 1987 · 1988 · 1989 · 1990 · 1991 · 1992 · 1993 · 1994 · 1995 · 1996 · 1997 · 1998 · 1999 · 2000 · 2001 · 2002 · 2003 · 2004 · 2005 · 2006 · 2007 · 2008 · 2009 · 2010 · 2011 · 2012 · 2013 · 2014 · 2015 · 2016 · 2017 · 2018 · 2019 · 2021 · 2022 · 2023 · 2024 · 2025